# Puente romano (La Iglesuela)
El puente romano de La Iglesuela cruza el río Tiétar, dentro del término municipal español de La Iglesuela del Tiétar, provincia de Toledo.

## Descripción
Se trata de un puente de piedra de origen romano de una longitud total de 23,85 metros formado por un único ojo consistente en un arco de medio punto de una altura de 6,20 metros. Está situado a 4 kilómetros al norte de la localidad junto a un puente de nueva construcción en la carretera hacia Casavieja.